# 演化美學
演化美學（英語：evolutionary aesthetics）是人們對於藝術和審美行為的起源和進化的探討，認為藝術和審美偏好與提高物種生存、繁殖成功率相關的學科研究。

演化時間線

在“自然美”和性方面，更趨近於環境偏好的天擇；而在“人造美”之領域，比如藝術與設計中，“美”可以帶來健康和活力，“醜”會相對擁有健康的風險：美學與適應力相關並影響著對生物演化。演化美學可以試圖以物種的進化史作為背景來解釋人類對於審美的偏好。

## 美感
物種在體驗任何味覺、嗅覺、觸覺、視覺等事物時，通過美學方面的領會，能夠體現出一些偏好，並引導我們去選擇更有營養的食物、選擇穩固安全的庇護所等。這些通過美感偏好選擇出的結果有助於避免某些危害。

## 性擇與生存
對於有性生殖的物種，兩性都會“選擇”攜帶有適應價值的基因的配偶並演化至今。這種選擇可以解釋有些生物體對於無關生存（甚至有害生存）但仍演化出的特征，例如：孔雀絢麗的長尾巴和Goodeinae魚類的尾巴。
然而擁有不利於生存特征的它們仍然被“選擇”並演化至今，是因為該生物擁有抵抗如此頑劣生存條件下的能力。

### 求愛

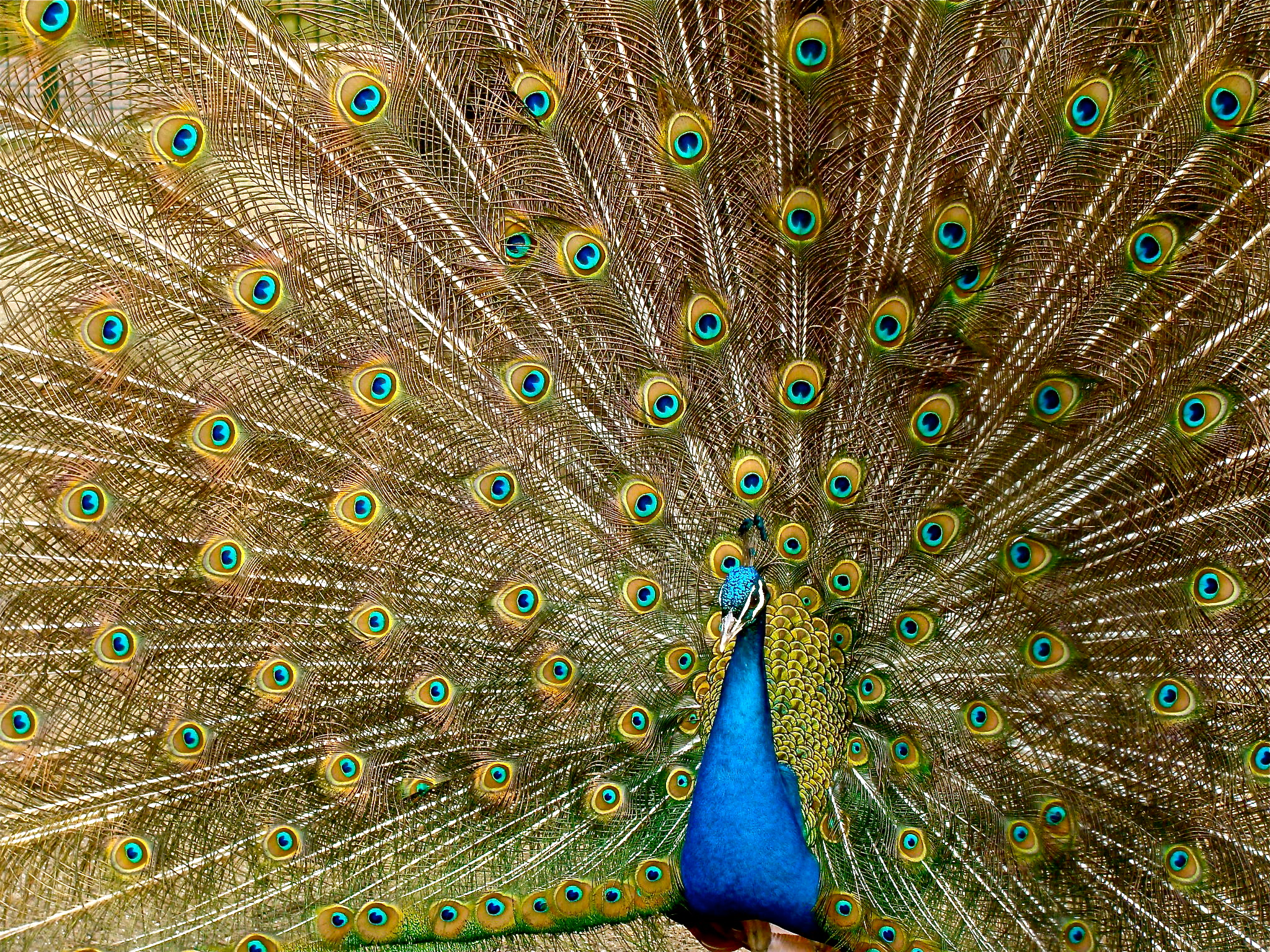
擁有絢麗長尾羽毛的孔雀

孔雀絢麗的羽毛需要良好的新陳代謝和充足的營養才能慢慢培養潤飾而成，所以選擇了好看的孔雀，也能留下促使身體更強壯的基因，對於生物演化有著不可忽視的作用。
除此之外，在一種孔雀魚（學名：Panorpa japonica）中，雌性孔雀魚對於擁有更亮更顯眼的橙色斑點的雄性孔雀魚擁有更強烈的交配慾望。
恰好的是，橙色斑點亮度也與該孔雀魚的健康活力呈正相關，也更不會被寄生蟲感染。在更美麗漂亮、有助於交配的前提下，也成功演化選擇出更強壯的基因。
對於演化美學和演化心理學來說，自然選擇和性擇是解釋生物體演化過程的基礎。